# Blindside

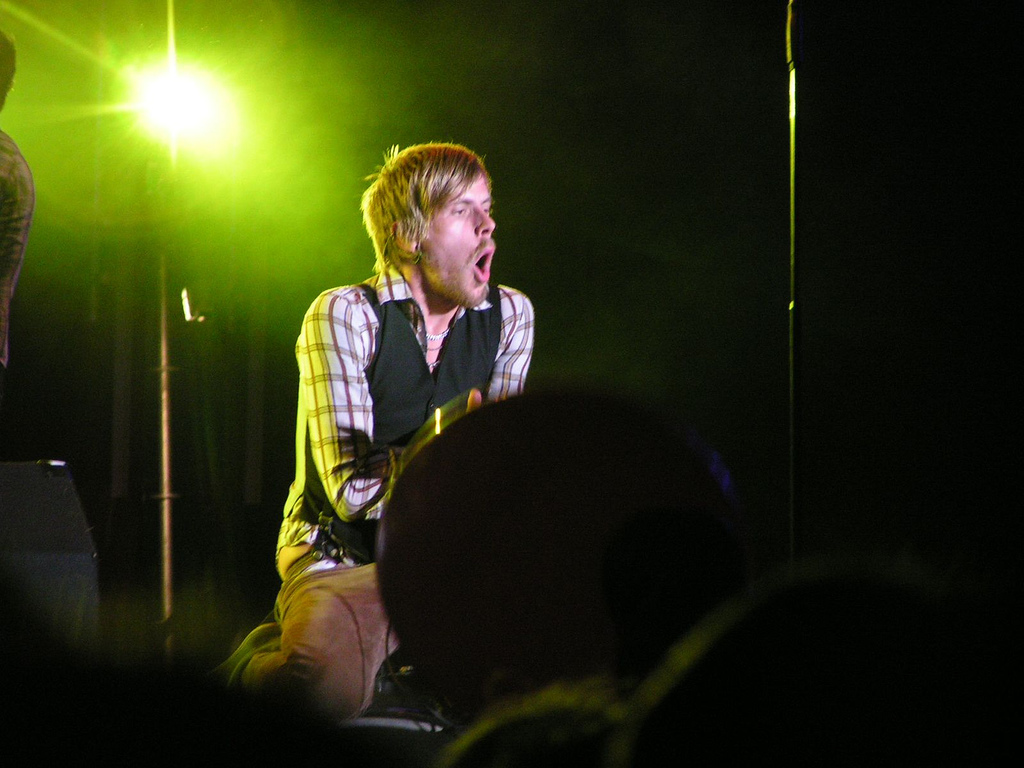
Christian Lindskog als zanger van Blindside in 2006

Blindside is een (christelijke) post-hardcoreband uit Stockholm, Zweden.

## Bandleden
- Christian Lindskog: zang
- Simon Grenehed: gitaar
- Tomas Näslund: bas
- Marcus Dahlström: drum

## Geschiedenis
In 1997 kreeg Solid State Records de ep van Blindside in handen en tekende een contract met de band. Het eerste album, Blindside, werd direct in Amerika uitgebracht. Deze cd met rauwe, punkrock-achtige muziek werd goed ontvangen door liefhebbers van bands als P.O.D. en Mr. Bungle.
In de jaren die volgden, kwam Blindside met nieuwe cd's, die qua genre varieerden van hardcore tot nu-metal. De albums Silence, About a Burning Fire en The Great Depression werden internationaal bijzonder goed ontvangen. Blindside heeft veel te danken aan de band P.O.D., die de band door middel van grote tournees op sleeptouw nam.
Blindside geniet internationaal nog steeds grote bekendheid.

## Discografie
| Titel                                  | Jaar | Label               | Hitlijsten  | Producer                 |
| -------------------------------------- | ---- | ------------------- | ----------- | ------------------------ |
| Blindside                              | 1997 | Solid State         |             | Lasse Marten             |
| A Thought Crushed My Mind              | 2000 | Solid State         |             | Andre Jacobsson          |
| Silence                                | 2002 | Elektra             | nr. 83 (VS) | Howard Benson            |
| About a Burning Fire                   | 2004 | Elektra/Alysum      | nr. 39 (VS) | Howard Benson            |
| Blindside (heruitgave)                 | 2005 | DRT                 |             |                          |
| A Thought Crushed My Mind (heruitgave) | 2005 | DRT                 |             |                          |
| The Great Depression                   | 2005 | DRT/Wasa Recordings | nr. 89 (VS) | Blindside & Lasse Marten |
| The Black Rose EP                      | 2007 | Wasa Recordings     |             | Blindside & Lasse Marten |
| With Shivering Hearts We Wait          | 2011 | Red Int             |             | Blindside & Lasse Marten |

## Videografie
| Title                      | Album                     |
| -------------------------- | ------------------------- |
| King Of The Closet         | A Thought Crushed My Mind |
| Pitiful                    | Silence                   |
| Sleepwalking               | Silence                   |
| All Of Us                  | About A Burning Fire      |
| About A Burning Fire       | About A Burning Fire      |
| Fell In Love With The Game | The Great Depression      |
| When I Remember            | The Great Depression      |